# Tubokurarin
Tubokurarin (též D-tubokurarin, resp. tubokurarinchlorid) je účinná látka tubokurare, významného šípového jedu. Byl izolován Oscarem Wintersteinerem a Jamesem Dutcherem ze vzorků rostliny Chondrodendron tomentosum, přivezených z Ekvádoru. Jedná se o silně toxickou látku.

## Účinky
Tubokurarin (přesněji (+)-tubokurarin či D-tubokurarin) je kompetitivní antagonista nikotinového acetylcholinového receptoru. Atomy jeho prostorové struktury jsou skutečně uspořádány tak, že připomínají stavbu acetylcholinu. Tubokurarin je tak schopen kompetitivně vytěsnit acetylcholin na nervosvalové ploténce. Sice se váže na receptor, ale tím, že není degradován acetylcholinesterázou a neotevírá iontové kanály jako acetylcholin, způsobuje dramatický pokles ploténkového potenciálu. Propustnost membrány svalové buňky tak nedosáhne hodnoty dostatečné k tomu, aby byl vyvolán akční potenciál. Svaly nedokáží vykonat stah a protože část kosterních svalů je nutná pro dýchání, otrava tubokurarinem může vést až k udušení.